# Al-Hajdżana
Al-Hajdżana (arab. الهيجانة) – miejscowość w Syrii, w muhafazie Damaszek. W 2004 roku liczyła 8138 mieszkańców.